# Sir Gaetan Duval Stadium
Sir Gaetan Duval Stadium – stadion piłkarski znajdujący się w mieście Beau Bassin na Mauritiusie. Posiada nawierzchnię trawiastą. Może pomieścić 6500 osób. swoje mecze rozgrywają na nim kluby: ASRR FC, Bolton City, Pamplemousses FC, PAS Mates